# Ministri degli affari esteri dell'Armenia
I ministri degli affari esteri della Repubblica d'Armenia si sono avvicendati dal 1918 al 1920 e dal 1990 in poi.

## Lista
Prima Repubblica di Armenia (1918-1920) 
| Ministro   | Ministro       | Ministro                        | Partito                           | Governo                     | Mandato          | Mandato          |
| Ministro   | Ministro       | Ministro                        | Partito                           | Governo                     | Inizio           | Fine             |
| ---------- | -------------- | ------------------------------- | --------------------------------- | --------------------------- | ---------------- | ---------------- |
|            |                | Alexander Khatisian (1874-1945) | Federazione Rivoluzionaria Armena | Kajaznuni                   | 6 giugno 1918    | 4 novembre 1918  |
|            |                | Sirakan Tigranyan (1875-1937)   | Federazione Rivoluzionaria Armena | Kajaznuni                   | 4 novembre 1918  | 27 aprile 1919   |
|            |                | Alexander Khatisian (1874-1945) | Federazione Rivoluzionaria Armena | Kajaznuni                   | 27 aprile 1919   | 28 maggio 1919   |
| Khatisian  | 28 maggio 1919 | Alexander Khatisian (1874-1945) | Federazione Rivoluzionaria Armena | 3 aprile 1920               |                  |                  |
| Khatisian  |                |                                 | Federazione Rivoluzionaria Armena | Hamo Ohanjanyan (1873-1947) | 3 aprile 1920    | 5 maggio 1920    |
| Ohanjanyan | 5 maggio 1920  | 23 novembre 1920                | Federazione Rivoluzionaria Armena | Hamo Ohanjanyan (1873-1947) |                  |                  |
|            |                | Simon Vratsian (1882-1969)      | Federazione Rivoluzionaria Armena | Vratsian                    | 23 novembre 1920 | 12 dicembre 1920 |

 Repubblica di Armenia (1990-presente) 
| Ministro      | Ministro          | Ministro                                    | Partito                             | Governo             | Mandato          | Mandato          |
| Ministro      | Ministro          | Ministro                                    | Partito                             | Governo             | Inizio           | Fine             |
| ------------- | ----------------- | ------------------------------------------- | ----------------------------------- | ------------------- | ---------------- | ---------------- |
|               |                   | Achot Yeghiazarian (ad interim) (1943-2016) | Indipendente                        | Manukyan            | 13 agosto 1990   | 22 novembre 1991 |
|               |                   | Raffi Hovannisian (1959)                    | Indipendente                        | Harutyunyan         | 22 novembre 1991 | 30 luglio 1992   |
|               |                   | Arman Kirakossian (ad interim) (1956-2019)  | Indipendente                        | Harutyunyan         | 30 luglio 1992   | 2 febbraio 1993  |
|               |                   | Wahan Papasyan (1957)                       | Indipendente                        | Bagratyan I         | 2 febbraio 1993  | 26 luglio 1995   |
| Bagratyan I   | 26 luglio 1995    | Wahan Papasyan (1957)                       | Indipendente                        | 4 novembre 1996     |                  |                  |
|               |                   | Alexander Arzumanyan (1959)                 | Movimento Nazionale Panarmeno       | Sarkissian          | 4 novembre 1996  | 20 marzo 1997    |
| K'očaryan     | 20 marzo 1997     | Alexander Arzumanyan (1959)                 | Movimento Nazionale Panarmeno       | 10 aprile 1998      |                  |                  |
|               |                   | Vartan Oskanian (1955)                      | Indipendente                        | Darbinyan           | 10 aprile 1998   | 11 giugno 1999   |
| Sargsyan      | 11 giugno 1999    | Vartan Oskanian (1955)                      | Indipendente                        | 3 novembre 1999     |                  |                  |
| Sargsyan      | 3 novembre 1999   | Vartan Oskanian (1955)                      | Indipendente                        | 12 maggio 2000      |                  |                  |
| Margaryan I   | 12 maggio 2000    | Vartan Oskanian (1955)                      | Indipendente                        | 25 maggio 2003      |                  |                  |
| Margaryan II  | 25 maggio 2003    | Vartan Oskanian (1955)                      | Indipendente                        | 12 aprile 2007      |                  |                  |
| Sargsyan I    | 12 aprile 2007    | Vartan Oskanian (1955)                      | Indipendente                        | 8 giugno 2007       |                  |                  |
| Sargsyan II   | 8 giugno 2007     | Vartan Oskanian (1955)                      | Indipendente                        | 9 aprile 2008       |                  |                  |
|               |                   | Eduard Nalbandyan (1956)                    | Indipendente                        | Sargsyan I          | 9 aprile 2008    | 3 giugno 2012    |
| Sargsyan II   | 3 giugno 2012     | Eduard Nalbandyan (1956)                    | Indipendente                        | 19 aprile 2013      |                  |                  |
| Sargsyan III  | 19 aprile 2013    | Eduard Nalbandyan (1956)                    | Indipendente                        | 13 aprile 2014      |                  |                  |
| Abrahamyan    | 13 aprile 2014    | Eduard Nalbandyan (1956)                    | Indipendente                        | 13 settembre 2016   |                  |                  |
| Karapetyan I  | 13 settembre 2016 | Eduard Nalbandyan (1956)                    | Indipendente                        | 30 maggio 2017      |                  |                  |
| Karapetyan II | 30 maggio 2017    | Eduard Nalbandyan (1956)                    | Indipendente                        | 17 aprile 2018      |                  |                  |
| Sargsyan III  | 17 aprile 2018    | Eduard Nalbandyan (1956)                    | Indipendente                        | 12 maggio 2018      |                  |                  |
|               |                   | Zohrab Mnatsakanyan (1966)                  | Indipendente                        | Pashinyan I         | 12 maggio 2018   | 16 gennaio 2019  |
| Pashinyan II  | 16 gennaio 2019   | Zohrab Mnatsakanyan (1966)                  | Indipendente                        | 18 novembre 2020    |                  |                  |
| Pashinyan II  |                   |                                             | Indipendente                        | Ara Ayvazyan (1969) | 18 novembre 2020 | 27 maggio 2021   |
| Pashinyan II  |                   |                                             | Armen Grigoryan (ad interim) (1979) | Contratto Civile    | 14 luglio 2021   | 2 agosto 2021    |
| Pashinyan III | 2 agosto 2021     | 19 agosto 2021                              | Armen Grigoryan (ad interim) (1979) | Contratto Civile    |                  |                  |
| Pashinyan III |                   |                                             | Ararat Mirzoyan (1979)              | Contratto Civile    | 19 agosto 2021   | in carica        |